# Partes por mil
Partes por mil, abreviado como ppt (parts per thousand) es el número de partes de una sustancia determinada contenidas en mil partes de mezcla o disolución.
Si se trata de mezcla gaseosa esta relación corresponde a volumen.
Si se trata de disolución líquida esta relación corresponde a masa.
Para evitar ambigüedades se suele poner a que unidad se refiere la relación (masa o volumen).
- Datos: Q9056131